# Диявол (фільм, 1915)
«Диявол» (англ. The Devil) — американська драма режисера Реджинальда Баркера 1915 року.

## У ролях
- Едвард Коннеллі — Диявол
- Бессі Барріскейл — Ізабелла Зендер
- Артур Мод — Гаррі Ланг
- Клара Вільямс — Ельза
- Рі Мітчелл — Міллі
- Дж. Барні Шеррі — Альфред Зендер
- Артур Голлінгсворт — Ендрюс